# Tyrnavos
Tyrnavos (in greco Τύρναβος?) è un comune della Grecia situato nella periferia della Tessaglia (unità periferica di Larissa) con 25 864 abitanti secondo i dati del censimento 2001.
A seguito della riforma amministrativa detta Programma Callicrate in vigore dal gennaio 2011 che ha abolito le prefetture e accorpato numerosi comuni, la superficie del comune è ora di 525 km² e la popolazione è passata da 16 900 a 25 864 abitanti.